# Gerulusosacculus commutabilis
Gerulusosacculus commutabilis is een eenoogkreeftjessoort uit de familie van de Asterocheridae. De wetenschappelijke naam van de soort is voor het eerst geldig gepubliceerd in 2004 door Ivanenko & Defaye.